# Ярослав III (Владимирско-Суздалско княжество)
Вижте пояснителната страница за други личности с името Ярослав.
Ярослав III Ярославич Тверски (на руски: Ярослав III Ярославич Тверский) е велик княз на Владимирско-Суздалското княжество (1263 – 1271) от династията Рюриковичи. Той е син на Ярослав II и наследява по-големия си брат Александър Невски. Ярослав Ярославич полага основите на Тверското княжество, което през 14-15 век е един от основните съперници на Московското княжество.

## Живот
През 1247 г., все още малолетен, Ярослав получава от чичо си Светослав III управлението на Твер. През 1252 подкрепя своя брат, великия княз Андрей II, когато Александър Невски и монголите го прогонват от Русия. Ярослав също е принуден да замине в Ладога, а по-късно – в Новгород. През 1258, подобно на Андрей II, посещава столицата на Златната орда Сарай, за да иска помилване. През 1260 ръководи новгородските войски срещу Тевтонския орден.
След смъртта на Александър Невски през 1263 г. и Андрей, и Ярослав претендират за наследяването на трона на великия княз. Те отиват в Сарай, където ханът определя за наследник Ярослав. Той не се премества в старата столица Владимир, а управлява от Новгород, където се жени за дъщерята на местен болярин. Замесен е в местните междуособици, които довеждат до конфликт с по-малкия му брат Василий и сина на Александър Невски Дмитрий Переяславски.
През 1270 г. армиите на тримата князе се изправят една срещу друга край град Старая Руса. След едноседмични преговори новгородският митрополит ги убеждава да избегнат сблъсъка. Ярослав отстъпва Новгород на Дмитрий и двамата отиват до Сарай. Ярослав III умира по обратния път към Твер. Като велик княз е наследен от брат си Василий, а като княз на Твер – от сина си Светослав Ярославич. Вторият му син Михаил Ярославич по-късно също става велик княз.